# 8-ма окрема армія ППО (СРСР)
8-ма окрема армія протиповітряної оборони (8 ОА ППО, в/ч 25342) — оперативне об'єднання військ протиповітряної оборони в складі Збройних сил СРСР, що існувало з 1960 по 1992 роки. Армія мала на озброєнні винищувальну авіацію, радіотехнічні війська та зенітні ракетні війська.

## Історія
В ході реорганізації системи протиповітряної оборони (ППО) з 1945 по 1960 рік, на базі Управління 7-го корпусу протиповітряної оборони в 1947 році було створено Управління 41-ї зенітної артилерійської дивізії протиповітряної оборони, яке на наступний рік отримало найменування Управління Київського району протиповітряної оборони. Під час чергової реорганізації в 1954 році було створено Управління Київської армії протиповітряної оборони, в 1960 році на підставі Директиви Головного штабу Військ ППО № ому/1/454690 від 24.03.1960 р. отримала загальновійськове найменування: Управління 8-ї окремої армії протиповітряної оборони (військова частина 25342). 
З початку формування у лютому 1961-го і до липня 1968 року командувачем 8-ї окремої армії ППО був генерал-полковник О. І. Покришкін. У цей же період на базі, як правило, винищувальних авіаційних дивізій відбувається формування дивізій ППО, які увійшли до складу армії. До складу яких включалися зенітно-артилерійські частини.
8 ОА ППО призначалася для захисту від ударів з повітря населення, великих промислово-економічних районів і об'єктів, адміністративно-політичних центрів на території України та Молдови, військ Прикарпатського, Одеського та Київського військових округів, військово-морських баз і портів Чорноморського флоту. Поставлене бойове завдання армія виконувала в тісній взаємодії з силами та засобами ППО військових округів, Чорноморського флоту і ППО сусідніх країн Варшавського договору.
У 1960-х роках з'єднання і частини армії починають отримувати на озброєння ЗРК С-75 і С-125. Винищувальні авіаційні полки оснащуються винищувачами-перехоплювачами 1-го та 2-го покоління МіГ-17ПФ, Як-25П та Су-9 відповідно. Прикордонні частини та підрозділи радіотехнічних військ оснащуються засобами автоматизації «Повітря-1П».
У 1968—1969 роках командувачем 8-ї ОА ППО був генерал-полковник А. Є. Борових. З 1969 р. починається надходження зенітного ракетного комплексу дальньої дії С-200. Того ж 1969 і до 1977 р.  командувачем 8-ї окремої армії ППО був генерал-полковник В. Л. Лавриненко.
В кінці 1960-х на початку 1970-х частини 8-ї армії стали отримувати на озброєння винищувачі 2-го покоління Су-15 та його модифікацію Су-15ТМ. З середини 1970-х на озброєння військ ППО країни, стали надходити нові винищувачі 3-го покоління МіГ-23 та МіГ-25 різних модифікацій. 
У 1978 р. новим командувачем 8-ї армії став генерал-лейтенант Л. М. Гончаров. Через п’ять років у 1983 р. його змінив генерал-полковник В. О. Прудніков.
15 березня 1980 р. 28-й корпус протиповітряної оборони зі складу армії був переданий до Прикарпатського військового округу, а 1-ша і 21-ша дивізії протиповітряної оборони – до Одеського військового округу. У квітні того ж року до складу 8-ї ОА ППО увійшов 12-й корпус ППО з Бакинського району протиповітряної оборони. 
У 1985 р. сформована група зенітних ракетних дивізіонів С-300 і включена до складу 96-ї ЗРБр, одночасно розформовано частину зрдн С-75 і С-125. Сталося переформування деяких радіотехнічних батальйонів в радіотехнічні центри (ртц).
У березні 1986 р. 1-ша та 21-ша дивізії ППО знову приєдналися до армії, а 12-й корпус ППО вийшов зі складу армії й став з'єднанням у новоствореній 19-й окремій армії протиповітряної оборони (19 ОА ППО). 15 березня 1986 р. 9-та дивізія ППО та 11-та дивізія ППО були об'єднані в 49-й корпус ППО. 
У 1989 р. командувачем армії призначений генерал-лейтенант М. О. Лопатін. Наказом Президента України від 27.05.1992 р № 310/92 був призначений командувачем Військами ППО України.
На початку 90-х років, армія отримала на озброєння 62-го ВАП ППО (Бельбек) який почав переозброюватися, 14 винищувачів 4-го покоління Су-27. 
1 липня 1992 року у зв'язку з розпадом СРСР 8-ма окрема армія ППО була передана під юрисдикцію України. На базі частин які дислокувалися на її території, а саме 49-й, 60-й корпуси, 8 ОА ППО та 28-й корпус, 2 ОА ППО. Створюється Командування Військ протиповітряної оборони України.

## Склад армії

### Станом на 1962
| Назва з'єднання   | № в/ч | Дислокація штабу                          | Підпорядковані частини                                                                                      |
| ----------------- | ----- | ----------------------------------------- | --- |
| 28-й корпус ППО   | 78488 | Львів, Львівська область                  | 179-й ВАП ППО 254-й ЗРП 270-й ЗРП 312-й ЗРП 438-й ЗРП 521-й ЗРП 540-й ЗРП 1282-й ЗРП 22-й РТП               |
| 1-ша дивізія ППО  | 03119 | Севастопіль, АР Крим                      | 62-й ВАП ППО 326-й ВАП ППО 174-та ЗРБр 332-й ЗРП 349-й ЗРП 1014-й гв. ЗРП 16-та РТБр                        |
| 9-та дивізія ППО  | 71347 | Харків, Харківська область                | 636-й ВАП ППО 96-та ЗРБр 317-й ЗРП 352-й ЗРП 508-й ЗРП 965-й ЗРП 1242-й ЗРП 79-й РТП                        |
| 11-та дивізія ППО | 77970 | Дніпропетровськ, Дніпропетровська область | 738-й ВАП ППО 933-й ВАП ППО 31-ша ЗРБр 16-й ЗРП 276-й ЗРП 298-й ЗРП 613-й ЗРП 50-й РТП                      |
| 19-та дивізія ППО | 21941 | Васильків, Київська область               | 146-й гв. ВАП ППО 266-й ВАП ППО 894-й ВАП ППО 392-й гв. ЗРП 454-й ЗРП 493-й ЗРП 511-й ЗРП 519-й ЗРП 4-й РТП |
| 21-ша дивізія ППО | 78528 | Одеса, Одеська область                    | 90-й ВАП ППО 160-та ЗРБр 471-й гв. ЗРП 483-й ЗРП 500-й гв. ЗРП 858-й ЗРП 14-та РТБр                         |

### Станом на 1970
| Назва з'єднання   | № в/ч | Дислокація штабу                          | Підпорядковані частини                                                                                       |
| ----------------- | ----- | ----------------------------------------- | --- |
| 28-й корпус ППО   | 78488 | Львів, Львівська область                  | 179-й ВАП ППО 254-й ЗРП 270-й ЗРП 312-й ЗРП 438-й ЗРП 521-й ЗРП 540-й ЗРП 1282-й ЗРП 1-ша РТБр               |
| 1-ша дивізія ППО  | 03119 | Севастопіль, АР Крим                      | 62-й ВАП ППО 326-й ВАП ППО 174-та ЗРБр 206-та ЗРБр 332-й ЗРП 1014-й гв. ЗРП 16-та РТБр 358-й бат РЄБ         |
| 9-та дивізія ППО  | 71347 | Харків, Харківська область                | 636-й ВАП ППО 317-й ЗРП 352-й ЗРП 508-й ЗРП 965-й ЗРП 79-й РТП                                               |
| 11-та дивізія ППО | 77970 | Дніпропетровськ, Дніпропетровська область | 738-й ВАП ППО 933-й ВАП ППО 100-та ЗРБр 212-та ЗРБр 138-й ЗРП 276-й ЗРП 613-й ЗРП 50-й РТП                   |
| 19-та дивізія ППО | 21941 | Васильків, Київська область               | 146-й гв. ВАП ППО 894-й ВАП ППО 96-та ЗРБр 392-й гв. ЗРП 454-й ЗРП 493-й гв. ЗРП 511-й ЗРП 519-й ЗРП 4-й РТП |
| 21-ша дивізія ППО | 78528 | Одеса, Одеська область                    | 90-й ВАП ППО 160-та ЗРБр 208-ма гв. ЗРБр 211-та ЗРБр 471-й ЗРП 14-та РТБр                                    |

### Станом на 1980
| Назва з'єднання   | № в/ч | Дислокація штабу                          | Підпорядковані частини |
| ----------------- | ----- | ----------------------------------------- | --- |
| 12-й корпус ППО   | 25342 | Ростов-на-Дону, Ростовська область        | 83-й гв. ВАП ППО 393-й гв. ВАП ППО 562-й ВАП ППО 54-та ЗРБр 73-тя ЗРБр 80-та ЗРБр 631-й ЗРП 815-й ЗРП 879-й ЗРП 1244-й гв. ЗРП 7-ма РТБр 64-й РТП 77-й РТП |
| 9-та дивізія ППО  | 71347 | Харків, Харківська область                | 636-й ВАП ППО 148-ма ЗРБр 317-й ЗРП 352-й ЗРП 508-й ЗРП 79-й РТП                                                                                           |
| 11-та дивізія ППО | 77970 | Дніпропетровськ, Дніпропетровська область | 738-й ВАП ППО 933-й ВАП ППО 100-та ЗРБр 212-та ЗРБр 138-й ЗРП 276-й ЗРП 613-й ЗРП 50-й РТП                                                                 |
| 19-та дивізія ППО | 21941 | Васильків, Київська область               | 146-й гв. ВАП ППО 894-й ВАП ППО 96-та ЗРБр 392-й гв. ЗРП 138-ма РТБр                                                                                       |

### Станом на 1992
Склад 8-ї окремої армії, станом на початок 1992 року, три корпуси ППО (28-й, 49-й, 60-й). Разом — 142 зенітно-ракетних дивізіони (зрдн) в т.ч. 47 зрдн С-75М/М2/М3, 25 зрдн С-125М/М1, 35 зрдн С-200А/В/Д та 35 зрдн С-300ПТ/ПС. 

#### 28-й корпус ППО
| Назва                                              | Базування          | Озброєння                    | Інше                                                                           |
| -------------------------------------------------- | ------------------ | ---------------------------- | ------------------------------------------------------------------------------ |
| 28-й корпус ППО, в/ч 78488 (м. Львів)              |                    |                              |                                                                                |
| 179-й винищувальний авіаційний полк ППО, в/ч 23815 | м. Стрий           | 43 МіГ-23М/МЛД               | Розформований в грудні 1996 року                                               |
| 894-й винищувальний авіаційний полк ППО, в/ч 23257 | смт Озерне         | 38 МіГ-23МЛ/МЛД              | В 2000 р. перетворено в 9-й ВАП, в 2011 р. – 39-та окр. ескадрилья (в/ч А2038) |
| 254-й зенітний ракетний полк, в/ч 14951            | м. Мукачево        | 3 зрдн С-75М3                | Розформований в 2004 році                                                      |
| 270-й зенітний ракетний полк, в/ч 12242            | м. Стрий           | 4 зрдн С-75                  | Розформований в 1996 році                                                      |
| 438-й зенітний ракетний полк, в/ч 40876            | м. Ковель          | 3 зрдн С-75                  | Розформований в липні 1992 року                                                |
| 521-й зенітний ракетний полк (в/ч 51838            | м. Борщів          | 2 зрдн С-200, 2 зрдн С-75    | Розформований в листопаді 1999 року                                            |
| 540-й зенітний ракетний полк, в/ч 04144            | м. Кам'янка-Бузька | 3 зрдн С-200, 3 зрдн С-300ПС | 540-й зенітний ракетний полк (А4623)                                           |

- 1-ша радіотехнічна бригада (в/ч 38427, м. Липники; 00, 00, 10, 99, 00, 00 ртб);
- 17-й батальйон радіоелектронної боротьби;
- 38-й комунікаційний центр

#### 49-й корпус ППО
| Назва частини                                                   | Місце базування    | Озброєння                                   | Інше                                                                         |
| --------------------------------------------------------------- | ------------------ | ------------------------------------------- | ---------------------------------------------------------------------------- |
| 49-й корпус ППО, в/ч 77970 (м. Дніпропетровськ)                 |                    |                                             |                                                                              |
| 146-й гвардійський винищувальний авіаційний полк ППО, в/ч 23234 | м. Васильків       | 41 МіГ-25ПД/ПУ/ПДС                          | Розформовано 1993 року.                                                      |
| 636-й винищувальний авіаційний полк ППО, в/ч 55758              | м. Краматорськ     | 39 Су-15ТМ                                  | Переформований в авіаескадрилью в 1995 році. Розформовано 1 січня 1997 року. |
| 933-й винищувальний авіаційний полк ППО, в/ч 65244              | м. Дніпро          | 40 МіГ-25П/ПД/ПДС                           | Розформовано 1996 року.                                                      |
| 96-та зенітна ракетна бригада, в/ч 27309,                       | м. Васильків       | 4 зрдн С-200В, 7 зрдн С-300ПС, 2 зрдн С-125 | 96-та зенітна ракетна бригада (А2860)                                        |
| 148-ма зенітна ракетна бригада, в/ч 44397                       | м. Харків          | 3 зрдн С-200, 6 зрдн С-300ПС                | У грудні 2002 року переформована в 302-й зенітний ракетний полк (А1215)      |
| 212-й зенітна ракетна бригада, в/ч 96443                        | м. Маріуполь       | 3 зрдн С-200, 3 зрдн С-75, 4 зрдн С-125     | У 1996 році перетворена в 212-й ЗРП, в 2004 р. – розформовано                |
| 138-й зенітний ракетний полк, в/ч 96402                         | м. Дніпропетровськ | 1 зрдн С-300ПТ, 5 зрдн С-300ПС              | 138-ма зенітна ракетна бригада (А4608)                                       |
| 276-й зенітний ракетний полк, в/ч 44703                         | м. Світловодськ    | 2 зрдн С-200, 2 зрдн С-75, 3 зрдн С-125     | В 1995 році переформовано в групу зрдн С-200.                                |
| 317-й зенітний ракетний полк, в/ч 96444                         | м. Луганськ        | 2 зрдн С-200, 3 зрдн С-75                   |                                                                              |
| 392-й гв. зенітний ракетний полк, в/ч 83216                     | м. Умань           | 2 зрдн С-200, 4 зрдн С-75                   | Розформовано 1994 року.                                                      |
| 508-й зенітний ракетний полк, в/ч 83561                         | м. Донецьк         | 3 зрдн С-75М2, 1 зрдн С-75М3                | В 1995 році переформовано в групу зрдн С-75.                                 |
| 613-й зенітний ракетний полк, в/ч 07088                         | м. Кривий Ріг      | 3 зрдн С-75                                 |                                                                              |

- 138-ма радіотехнічна бригада (в/ч 18708, м. Васильків; 69, 102, 115, 116, 133 ртб);
- 164-та радіотехнічна бригада (в/ч 44343, м. Харків; 141, 1725, 2215, 2316, 2315, 2323 ртб);
- 223-та окрема транспортна авіаційна ескадрилья (Жуляни; 2 Ан-26, 1 Ан-24, 4 Мі-8);
- 95-й комунікаційний центр

#### 60-й корпус ППО
| Назва частини                                      | Місце базування | Озброєння                                 | Інше                                                     |
| -------------------------------------------------- | --------------- | ----------------------------------------- | -------------------------------------------------------- |
| 60-й корпус ППО, в/ч 03119 (м. Одеса)              |                 |                                           |                                                          |
| 62-й винищувальний авіаційний полк ППО, в/ч 49222  | Бельбек         | 39 Су-15ТМ, 14 Су-27П                     | Переформований у 204-ту бригаду тактичної авіації        |
| 737-й винищувальний авіаційний полк ППО, в/ч 36853 | м. Арциз        | 36 МіГ-23МЛД                              | Розформовано 1998 року                                   |
| 100-та зенітна ракетна бригада, в/ч 26709          | м. Запоріжжя    | 2 зрдн С-200, 3 зрдн С-75, 4 зрдн С-125   | В 1992 році став 100-м ЗРП, розформовано 2003 року       |
| 160-та зенітна ракетна бригада, в/ч 25252          | м. Одеса        | 3 зрдн С-200В, 6 зрдн С-300ПС             | 160-та зенітна ракетна бригада (А2800)                   |
| 174-та зенітна ракетна бригада, в/ч 48589          | м. Севастополь  | 2 зрдн С-200, 5 зрдн С-75, 1 зрдн С-300ПС | З 1 квітня 2004 р., 174-й зенітний ракетний полк (А3009) |
| 206-та зенітна ракетна бригада, в/ч 65318          | м. Євпаторія    | 2 зрдн С-200, 2 С-75, 6 С-125);           | Розформовано 1994 року                                   |
| 208-ма гв. зенітна ракетна бригада, в/ч 53848      | м. Херсон       | 3 зрдн С-200, 2 зрдн С-75, 6 зрдн С-125   | 208-ма зенітна ракетна бригада (А1836)                   |
| 1014-й гв. зенітний ракетний полк, в/ч 72019       | м. Феодосія     | 1 зрдн С-300ПС, 2 зрдн С-200, 4 зрдн С-75 | 50-й зенітний ракетний полк (А4489)                      |
| 1170-й зенітний ракетний полк, в/ч 48413           | м. Миколаїв     | 2 зрдн С-300ПТ, 3 зрдн С-300ПС            | В 1992 році полк перетворюється в групу зрдн             |

- 14-та радіотехнічна бригада (в/ч 04743, м. Одеса; 68, 206, 234, 256, 260 ртб);
- 16-та радіотехнічна бригада (в/ч 95105, м. Севастопіль; 000, 000, 469, 000 ртб);
- 358-й батальйон радіоелектронної боротьби;
- 167-й комунікаційний центр

## Оснащення
Винищувальна авіація
- МіГ-17Ф/П/ПФ «Fresco» (1965—1970 рр.);
- МіГ-19П/ПМ/ПТ «Farmer» (1955—1978 рр.);
- Як-25М «Flashlight» (1956—1967 рр.);
- Як-28П «Brewer» (1965—1982 рр.);
- МіГ-23М/МЛ/МЛД (1978—1992 рр.);
- МіГ-25П/ПД/ПУ/ПДС «Foxbat» (1974—1992 рр.);
- Су-9 «Fishpot» (1959—1979 рр.);
- Су-15ТМ «Flagon» (1970—1992 рр.);
- Су-27П «Flanker-B» (1991—1992 рр.)

Зенітно-ракетні комплекси
- С-75 «SA-2 Guideline» (1960—1992 рр.)
- С-125 «SA-3 Goa» (1960—1992 рр.)
- С-200А/В/Д '«SA-5 Gammon» (1969—1992 рр.)
- С-300ПТ/ПС «SA-10 Grumble» (1985—1992 рр.).

Радіотехнічні військаРТВ були оснащені радіолокаційними станціями та комплексами різних типів і модифікацій:
- метрового діапазону: П-12НП «Єнісей», П-14Ф «Фургон», П-18 «Терек», 5Н84Ф;
- дециметрового діапазону: П-15 «Стежка», П-19 «Дунай», П-35 «Сатурн», П-37 «Меч», П-40Д/ДА «Броня», П-80 «Алтай», СТ-68У, 5Н87 «Кабіна-66»;
- радіовисотомірами: ПРВ-9(Б) «Наклон», ПРВ-11 «Вершина», ПРВ-13, ПРВ-16(А) «Надійність», ПРВ-17 «Лінійка».

## Командувачі
- Покришкін Олександр Іванович, генерал-полковник авіації (1959—1968 рр.);
- Борових Андрій Єгорович, генерал-полковник авіації (1968 р.);
- Лавриненков Володимир Дмитрович, генерал-полковник (1969—1977 рр.);
- Гончаров Леонід Михайлович, генерал-лейтенант (1978—1983 рр.);
- Прудніков Віктор Олексійович, генерал-лейтенант авіації (1983—1989 рр.);
- Лопатін Михайло Олексійович, генерал-лейтенант (1989—1992 рр.)